# Вюнш, Рихард
Рихард Вюнш (нем. Richard Wünsch; 1 июня 1869, Висбаден, — 17 мая 1915 близ Илжи) — немецкий филолог-классик, антиковед и исследователь истории религии.

## Биография
Рихард Вюнш родился в семье юриста; после кончины матери отец переехал в Ветцлар. Учился в гимназии в Ветцларе в 1878—1887 году с таким успехом, что был освобождён от экзаменов. В 1887—1893 годах изучал классическую филологию в Марбургском университете, затем в Берлинском и Боннском университете, где подружился с А. Дитрихом. В 1890 году вернулся в Марбург, где познакомился с Георгом Виссова, который оказал значительное влияние на формирование Вюнша, как учёного. В 1893 году Вюнш защитил диссертацию, посвящённую рукописной традиции «Германии» Тацита (De Taciti Germaniae codicibus Germanicis).
Р. Вюнш стажировался за границей, в том числе в Париже, Испании, Италии и Греции. В это время он работал над греческими рукописями Иоанна Лида; в 1898 году Вюнш выпустил издание сочинения Лида «О месяцах» (Lydus de mensibus). Использовав новые рукописи, Вюнш положил начало новому изучению этого памятника. В 1895 году Вюнш провёл несколько месяцев в Гёттингенском университете, слушая лекции Ф. Лео и У. фон Виламовица-Мёллендорфа. В это же время Вюнш занимался изучением более сотни древних свинцовых табличек с проклятиями, которые он приобрёл в 1894 году в Афинах. Издание табличек появилось в 1897 году как приложение к Corpus Inscriptionum Atticarum. Другие таблички, найденные в 1896 году, были изданы в 1898-м (Sethianische Verfluchungstafeln aus Rom). Издания Вюнша, наряду с исследованиями Альбрехта Дитриха и Огюста Одоллана, положили начало научному изучению античной магии.
Весной 1902 года Вюнш получил должность на кафедре классической филологии в Гиссенском университете. Наряду с преподаванием Р. Вюнш посвятил себя подготовке издания сочинения Иоанна Лида «О магистратах» и изучению античной религии. В 1906 году получил должность в Кёнигсбергском университете. После кончины своего друга Альбрехта Дитриха (1908) выпустил сборник его статей «Kleine Schriften». В 1913 году был избран ректором Кёнигсбергского университета, но в должность не вступил, так как предпочёл перейти в Вестфальский университет имени Вильгельма.
С началом Первой мировой войны Р. Вюнш пошёл в армию добровольцем и был направлен в Польшу. С конца февраля 1915 года принимал непосредственное участие в боевых действиях. Был убит в бою 17 мая того же года.
Был женат (с 1899) на своей кузине Лизбет Штюбель, имел дочь и троих сыновей.